# Hanne-Martje Münther
Hanne-Martje Münther (* 1940 in Dessau; als Vorname auch: Hanne Martje) ist eine deutsche Künstlerin.

## Leben
Hanne-Martje Münther wurde 1940 in Dessau geboren.
Sie studierte von 1960 bis 1970 Textildesign in Kiel, Kunsterziehung in Mannheim und Freie Kunst in Kassel.
Nach der Familiengründung bekam sie drei Kinder: Thies, Jan und Julia.
Ab 1975 wurden ihre Werke im In- und Ausland ausgestellt.
Sie ist Mitglied u. a. im „Forum Künstlerinnen“ Ab 1976 genoss sie Studienaufenthalte in Italien, Brasilien, Frankreich und Deutschland.
Zwischen 1973 und 2003 arbeitete sie in ihren Werkstatt-Ateliers in Paderborn und Berlin.
1983 präsentierte sie als Mitglied der KünstlerInnen in ihren Domizilien in Wuppertal, dann in Dörenhagen bei Paderborn aktuelle Konzepte, Objekte und Projekte.
Münther hat Bühnenbilder für das Marionetten- und Figurentheater Seidenfädchen gestaltet.
Ihre Keramiken wurden 2002 von Gerd Hergen Lübben, bei ihrer „Engel“-Ausstellung in Petzow beschrieben als „zu sehen um zu zeigen um zu schauen um zu erkennen um zu verstehen“.

„Finden wir Spuren in Hanne-Martje Münthers Farben, Fittich-Strukturen in ihrer dädalischen Werkstatt im Schinkel-Kontext. Ikarus – Phantastikon guten Mutes. Ikarus – Installation weiter führenden Schauens. Ikarus – Anflug des Friedens auf Erden. Flügel mithin für den synergetischen Impuls-Engel in uns, dem wir zurufen müssen: Wehre und rede du darein, ’s ist leider Krieg – und ich begehre Nicht schuld daran zu sein. Sehen wird hier zum Wagnis, aus ikarischer Bestürzung, zu Fahrt und Flug, Schwingen-Schwung ins angelische Freie. Ja, sag ich, wie der Engel durch das Grautier den Bileam zum Durchschauen der LICHT-FARBEN-SCHEIN-Wirklichkeit brachte, so spricht, in unserer Lebtag-Wirklichkeit, Hanne-Martje Münthers Kunst uns an, und erhebt Anspruch auf uns Feuertrunkene.“

Seit 2003 lebt und arbeitet Hanne-Martje Münther in Glienitz im Wendland.
Im Januar 2010 spielte zur Eröffnung der Ausstellung BLAUPAUSE mit Münthers Installation Die Geburt der blauen Pause in Hitzacker das Duo ihres Sohnes Phantom/Ghost »Relax It's Only A Ghost«.
Als ihre Arbeitsmaxime nennt Münther: „Alles ist Anregung, Material, Bildmittel: Ruinen, Fetzen, Verbranntes, Zerknittertes, Neonfarben, Glitzersplitter, Nachrichten, Fragmente ... »NOW«, auch politisch“.
Diverse Arbeiten befinden sich im öffentlichen Besitz, beispielsweise in Paderborn, Görlitz, Idstein.

## Ausstellungen/Werke (Auswahl)
- Kunst in der Deele / Dörenhagen Haus 1 (Paderborn/Dörenhagen 1983): KERAMIK.
- Farbe-Weiss-Wasser (1997, Mischtechnik auf Holz).
- Bilder und Objekte (Görlitz 2000).
- Verfügungsgrün (Köln 2001): Hommage an Manet.
- Engel'Licht'Farben'Schein – Malerei und Objekte (Petzow 2002).
- Kein Chaos (2005; Ausrisse verleimt auf Packpapier, Acryl).
- Giftpilz aus der Reihe Glienitzer Kaffeeikonen (2007; Goldpapier, Fotocollage).
- Greencard (2007; Copyart, Glimmer, Gouache).
- list lost lust (Petzow 2008): Unter dem Pflaster der Strand (Fotocollage); Schönes Haus einer Qualle (Vexierspiel).
- Blaupause. (Hitzacker 2010): Die Geburt der blauen Pause (Installation).